# Гару
Гару, чието истинско име е Пиер Гаран (на френски: Pierre Garan), е канадски певец. Неговият мощен и личен раздърпан глас го направи за кратко време един от най-важните изпълнители на франкофонската музикална сцена, не само в родния му Квебек, но и в страни като Франция, Белгия, Швейцария, Полша, Чехия, Украйна или Русия.

## Биография
Пиер Гаран е роден на 26 юни 1972 г. в Шербрук, Квебек, Канада. Благодарение на баща си, рок китарист по онова време, той получава първата си китара на тригодишна възраст. В тийнейджърските си години той е китарист в групата в своето училище. След като завършва средното си образование, служи военна служба, където е нает като тромпетист.
През 1992 г. започва да свири в барове. През 1995 г. създава с някои музиканти групата The Untouchables. През 1997 г. го открива известният композитор Люк Пламондон, а Гару получава ролята на Квазимодо в мюзикъла „Нотр Дам дьо Пари“, който има повече от 100 изпълнения между Монреал, Париж и Лондон. Работата му е оценена от критиците и обществеността и получава множество награди. 
През 2000 г., възползвайки се от известността, която е постигнал, той стартира соловата си кариера с албума „Seul“, където има внимателно подбран репертоар, под авторството на Люк Пламондон в повечето от композициите и присъствието на известни продуценти, като Дейвид Фостър, Уолтър Афанасиев, Алдо Нова и Умберто Гатика. Албумът постига огромен успех на френскоговорещия пазар, достигайки тройно платинено сертифициране в Канада (над 300 000) и сертифициране за двойно диамантено във Франция (над 2 000 000). На следващата година той обикаля Канада и Европа, от които се появява албумът на живо „Seul“ „... Avec Vous“, който включва най-добрите песни от първия му албум, плюс няколко песни от „Нотр Дам дьо Пари“, както и песни, любими на певеца като „You Can Leave Your Hat On“ или „La Bohème“.
През 2003 г. се появява вторият му студиен албум, „Reviens“, с по-акустичен звук, и отново заобиколен от велики композитори като Жан-Жак Голдман, Ерик Бензи, Жак Венерузо и Люк Пламондон. Впоследствие албумът е преиздаден, включително успешното дуо с „Michel Sardou La Rivière de Notre Enfance“.
Излизането на третия му албум с едноименно заглавие отнема време до 2006 г., в който той се утвърждава като един от най-важните и завладяващи мъжки гласове на франкофонската музикална сцена, с общи продажби от над 5 милиона копия. Концептуалната идея за албума, създадена от самия Гару (от хобито му да събира часовници), се основава на времето. Оттук и дизайнът на брошурата с включените дванадесет теми. За съжаление Гару не постига очаквания успех в продажбите.
През май 2008 г. излиза нов албум, първият в кариерата му на английски език, озаглавен „Piece of My Soul“, чийто презентационен сингъл е „Stand Up“. Албумът включва кавър на песента First Day of My Life, популяризиран от Мелани Си, и е продуциран от Пер Астром и Вито Лупрано.
В края на 2009 г. Гару представя петия си студиен албум, албум с кавъри на известни песни от различни периоди и стилове, както на английски, така и на френски език. В „Gentleman Cambrioleur“ можем да намерим песни на Франк Синатра („I Love Paris“), Шарл Азнавур („À Ma Fille“), Ю ту („New Year's Day“), Род Стюарт („Da Ya Think I'm Sexy“), Леонард Коен („Everybody Knows“) или Мадона („Sorry“), между другото. Певецът лично прави подбора на песните и ги преобразува в стил джази кроунър. Заглавието на албума и темата на презентацията, „Gentleman Cambrioleur“ (преведено като „крадец на рицари“), се отнася до идеята за кражба на песни от други, за да ги доведе до нов музикален стил. Това е първата работа на художника под етикета на собствената му управляваща компания Wolfgang Entertainment.
През 2010 г. канадският музикант се завръща на музикалната сцена със своя шести студиен албум „Version Intégrale“ с презентационната тема „J'Avais Besoin d'Être Là“. За да го популяризира, Гару прави кратко турне из Франция и Източна Европа, но албумът не получава голямо влияние в музикалните среди.
В близките моменти Гару изпълнява за „Cirque du Soleil“ в шоуто „Zarkana“.

## Дискография

### Албуми и сингли
Seul (2000)
- Seul
- Je n'attendais que vous
- Sous le vent (със Селин Дион)
- Gitan
- Que l'amour est violent

Seul... avec vous (2001) (на живо)
- Le monde est stone

Reviens (2003)
- Reviens (на френски)
- L'aveu
- Et si on dormait
- Passe ta route
- La rivière de notre enfance (с Мишел Сарду)

Garou (2006)
- Je suis le même
- L'injustice

Piece of My Soul (2008)
- Stand Up
- Heaven's Table
- First Day of My Life

Gentleman Cambrioleur (2009)
- Gentleman Cambrioleur
- New Year's Day

Version intégrale (2010)
- J'avais besoin d'être là

### Други сингли
- Dieu que le monde est injuste (в мюзикъла „Нотр-Дам дьо Пари“) (1997
- Tu es comme ça (дует с Марилу) – 2005
- Play (колаборация с Лори) – 2007

### Видеография
- Live à Bercy (VHS, DVD) – 2002
- Routes (DVD) – 2005